# Ǧuzur al-Iḫwa

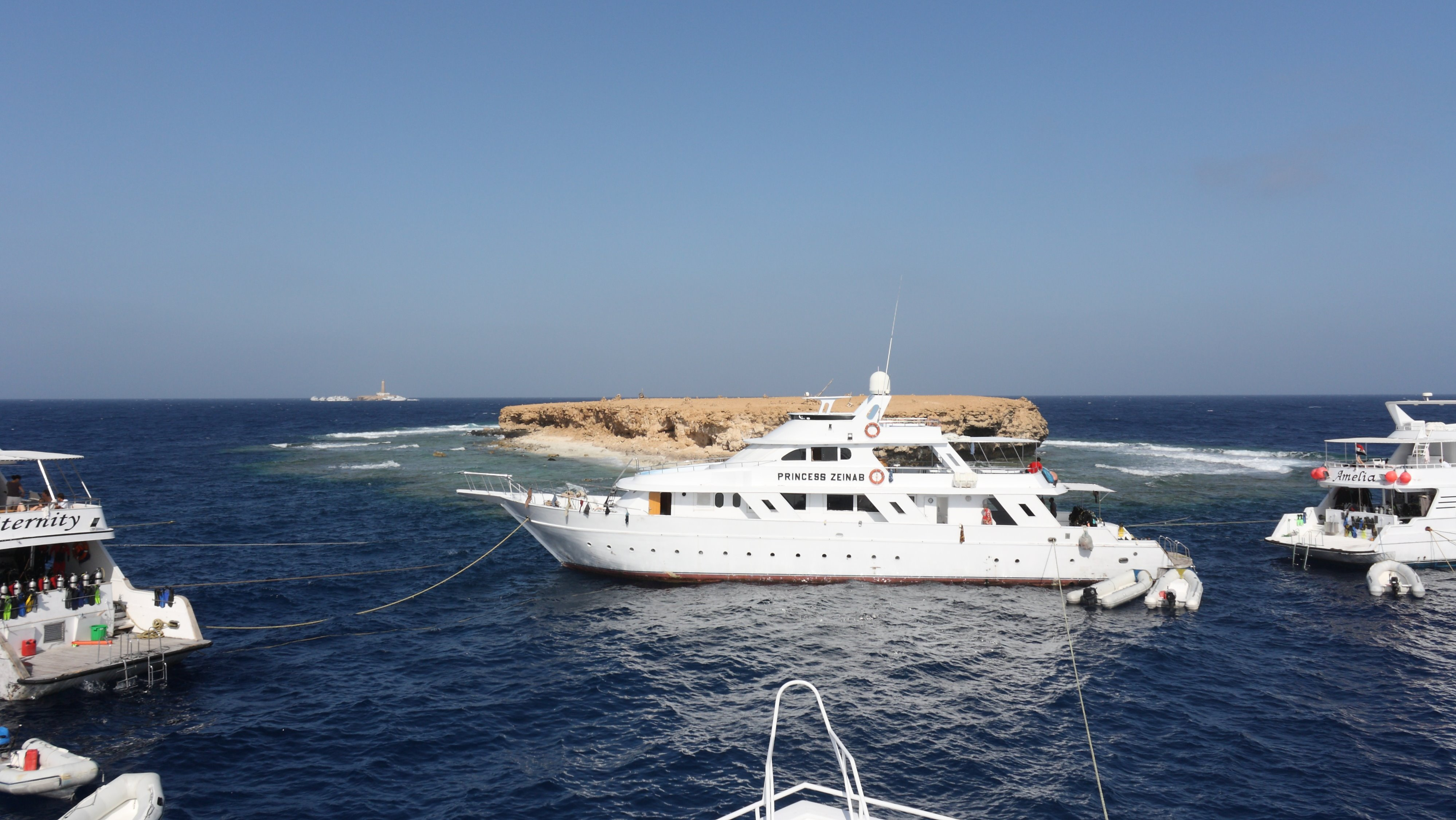
Little Brother Island aus der Nähe

Die Ǧuzur al-Iḫwa (arabisch جزر الإخوة; englisch Brother Islands, kurz Brothers genannt) sind zwei kleine Inseln (Little Brother und Big Brother) im Roten Meer, die zu Ägypten gehören.

## Geographie
Die beiden unbewohnten Inseln liegen rund 800 Meter voneinander entfernt auf einer von Nordwesten nach Südosten verlaufenden Linie knapp 60 Kilometer östlich der ägyptischen Küstenstadt al-Qusair.
Little Brother (26° 18′ 6″ N, 34° 51′ 46″ O) hat eine Fläche von 1,4 Hektar, ist 200 Meter lang und weist im Norden auf circa 40 Metern ein Unterwasserplateau auf, das von Riffhaien als Putzerstation genutzt wird. Die Süd-, West- und Ostseite fallen ohne Plateaus ins Meer ab.
Big Brother (26° 18′ 49″ N, 34° 50′ 42″ O) hat eine Fläche von 3,6 Hektar, ist 400 Meter lang und ähnlich wie Little Brother aufgebaut, jedoch befindet sich das Plateau hier im Süden. Sein Wahrzeichen ist der 36 Meter hohe Leuchtturm. Beide Inseln sind von einem steilen Saumriff umgeben, das zunächst senkrecht um 60 bis 80 Meter Tiefe bis auf ein Plateau und anschließend in größere Tiefe abfällt.

## Klima
Auf Ǧuzur al-Iḫwa herrscht aufgrund der Lage ein ausgeglichenes Klima, da die hohe Temperatur Afrikas durch kühlen Seewind gemildert wird. Die heißeste Zeit des Jahres herrscht bei über 12 Sonnenstunden pro Tag zwischen Juli und September mit maximalen Tagestemperaturen um 28–30 °C (Januar–März 22–23 °C, April–Juni 23–28 °C, Oktober–Dezember 24–28 °C). Nachts kühlt es etwas ab. Die durchschnittliche Wassertemperatur liegt bei 23–30 °C. Lediglich in den milden Wintermonaten sind üblicherweise Niederschläge zu verzeichnen. Es gibt zwei windige Jahreszeiten: Die Sommerwinde können von Mai bis September wehen und die stärkeren Winde im Winter.

## Tauchgebiet
Die Brother Islands sind Ziel vieler Sporttaucher. Das Wasser um die zwei Inseln gilt wegen der starken Strömungen als einer der schwierigsten und ebenso gefährlichsten Tauchplätze weltweit. Das Tauchgebiet umfasst die Saumriffe beider Inseln. Anfahrten sind von Safaga aus möglich, die Brothers sind jedoch auch Teil einiger Tauchsafaris im Roten Meer. Insgesamt vier Vorfälle mit Weißspitzen-Hochseehaien wurden bisher verzeichnet, weshalb das Tauchgebiet im Dezember 2018 für das Sporttauchen gesperrt wurde um das Verhalten der Spezies und die Umwelteinflüsse auf die beliebten Riffe zu erforschen. Die verhängte Sperre wurde im März 2019 unter der Auflage aufgelöst, Übernachtungen sowie Nachttauchgänge an besagten Riffen zu unterlassen, um speziell Attacken von Weißspitzen-Hochseehaien vorzubeugen.

## Sehenswürdigkeiten
Wahrzeichen Ǧuzur al-Iḫwas ist der 36 Meter hohe Leuchtturm auf Big Brother, der von ägyptischen Soldaten betreut wird. Er kann besichtigt werden.